# 台灣唱片出版事業基金會
財團法人台灣唱片出版事業基金會，是於1986年7月1日建立的台灣非營利音樂基金會，基金會設立在台北市，其前身是國際唱片業交流基金會（英語：IFPI Taiwan），基金會於2008年11月1日更名。

## 歷史
1986年2月，台灣唱片界、中華民國政府有關部門人員及傳播界等兩百多人在台北市松山區敦化北路台北環亞大飯店舉行一場聯誼性酒會，主旨是交換有聲出版品之著作權保護相關事項，國際唱片業協會亞洲地區負責人簡能律師（Mr. Nicholas Garnett）也在其中。國際唱片業協會在台灣成立分會的構想，在此次會議中誕生。會議結束後，台灣11家已經加入國際唱片業協會的唱片公司（福茂唱片音樂股份有限公司、飛羚唱片有限公司、新格實業股份有限公司、喜瑪拉雅有限公司、飛碟企業有限公司、綜一股份有限公司、齊飛實業有限公司、上揚有聲出版有限公司、歌林股份有限公司音樂出版部、寶麗金唱片股份有限公司、滾石有聲出版有限公司）開始催生國際唱片業協會台灣分會。
1986年5月5日，這11家唱片公司成立國際唱片業協會台灣分會籌備處，推舉福茂唱片董事長張人鳳擔任第一屆董事長，決議國際唱片業協會台灣分會定名為「財團法人國際唱片業交流基金會」（IFPI Members' Foundation in Taiwan），國際唱片業交流基金會簡稱定為「IFPI」。1986年7月1日，經行政院新聞局核准，並在台北地方法院完成法人登記，財團法人國際唱片業交流基金會正式宣告成立，會址設在台北市中正區濟南路二段31之8號3樓。
1989年，為宣導反盜錄觀念，國際唱片業交流基金會發行卡式錄音帶《站在我這邊》，由各會員公司依該年度最暢銷歌曲選擇一首捐給該會作為收錄歌曲。1990年，為宣導著作權意識及籌募反盜錄基金，國際唱片業交流基金會發行卡式錄音帶《站在我這邊Ⅱ：天天唱的歌》，由各會員公司依該年度最暢銷歌曲選擇一首捐給該會作為收錄歌曲。1991年，國際唱片業交流基金會遷至台北市松山區南京東路四段95號3樓。1992年3月21日，國際唱片業交流基金會舉辦「321打擊盜錄請願遊行」，向司法院與立法院遞交請願書，呼籲重視盜版問題。1993年，國際唱片業交流基金會引進並執行国际标准音像制品编码（ISRC）。1996年，國際唱片業交流基金會開辦「IFPI台灣排行榜」，由各家唱片行直接提供市場銷量，每週公布榜單；1999年因盜版猖獗而停辦。1997年，國際唱片業交流基金會遷至台北市信義區東興路59號4樓，ISRC轉由國家圖書館「中華民國國際標準書號中心」繼續執行及管理。1999年9月1日。國際唱片業交流基金會舉辦「終結盜版、捍衛正版」誓師大會。2000年，國際唱片業交流基金會與《大成報》合作「大成校園巨星演唱會」系列活動，進行校園反盜錄之推廣宣傳，標舉反盜錄口號「不要與盜版商成為共犯」。
2001年4月11日，台南地檢署因接獲國際唱片業交流基金會的檢舉，前往國立成功大學學生宿舍搜索非法MP3音樂，引發爭議，是為成功大學MP3事件。2002年4月4日，國際唱片業交流基金會舉辦「404反盜版大遊行」。2003年1月3日，國際唱片業交流基金會與中華民國錄音著作權人協會共同遷至台北市松山區八德路四段85號4樓。2005年，國際唱片業交流基金會執行長李瑞斌在《大成報》推出專欄，每週刊登一篇文章宣導著作權觀念。
2008年11月1日，國際唱片業交流基金會改名為「財團法人台灣唱片出版事業基金會」（Recording Industry Foundation in Taiwan），簡稱「RIT」；RIT仍然是國際唱片業協會台灣代表，RIT會員仍然皆是國際唱片業協會會員。2012年3月，中華民國錄音著作權人協會改名為「台灣錄音著作權人協會」。2015年11月，台灣唱片出版事業基金會與台灣錄音著作權人協會共同遷至台北市松山區八德路四段83號3樓。

## 唱片認證
台灣唱片出版事業基金會自2011年1月1日的本地專輯認證標準為金15,000、白金30,000，國外專輯認證標準為金5,000、白金10,000，單曲認證標準為金5,000、白金10,000。

## 外部連結
- 官方网站